# Južna Amerika
Južna Amerika je kontinent koji se nalazi na južnoj polutci Zemlje. Južna Amerika je okružena Tihim oceanom (zapad), Atlantskim oceanom (istok) i Sjevernom Amerikom (sjever). Južna Amerika je povezana sa Sjevernom Panamskim kanalom. Površina joj iznosi 17.938.000 km², a ima 385.742.554 stanovnika, s prosječnom gustoćom stanovništva 21,4 stanovnika po km².
Amerika je dobila ime 1507. g. kada su je kartografi Martin Waldseemüller i Matthias Ringmann nazvali prema Amerigu Vespucciju, prvom europljaninu koji je pretpostavio da novo otkrivene zemlje nisu Indija nego potpuno novi svijet.

## Povijest
Vidi i: Istraživanje Amerike te Kolonizacija Južne Amerike
Smatra se da su Sjevernu, pa zatim i Južnu Ameriku naselili prvi ljudi iz područja današnje Rusije prelaskom Beringovog tjesnaca, koji je u prapovijesti bio kopneni most, iako se neka istraživanja ne uklapaju u tu teoriju. Prvi dokazi o poljoprivredi u Južnoj Americi potiču iz vremena 6500 pr. Kr., prva poznata naselja nalaze se na jugozapadnoj obali Ekvadora (Valdivia), dok se prva poznata civilizacija razvila u Peruu (Norte Chico). Tijekom godina u vremenu prije dolaska Europljana na području Južne Amerike razvile su brojne civilizacije, od kojih je najpoznatija civilizacija Inka. Godine 1492. Kristofor Kolumbo otkrio je Ameriku i tako je Južna Amerika zajedno sa Sjevernom postala kontinent Novog svijeta, te je počelo vrijeme kolonizacije. U ranom 19. stoljeću u Južnoj Americi počinju ratovi za nezavisnost pojedinih kolonija, dok neke kolonije postaju samostalne tek u drugoj polovici 20. stoljeća. U današnje vrijeme je jedino je Francuska Gvajan dio Francuske.

## Zemljopis
Kroz 7 država Južne Amerike prolazi planinski lanac Ande s najvišim vrhom Aconcagua od 6 960 m. To su Venezuela, Kolumbija, Ekvador, Peru, Bolivija, Argentina i Čile. Dvije države koje nemaju izlaz na more su Bolivija i Paragvaj. Najmanja država kontinenta je Surinam od 163.270 km2, a najveća Brazil od 8.511.970 km2. Oplakuju ga obale Atlantskog i Tihog mora. Ognjena zemlja, na jugu Južne Amerike, najbliže je kopno Antarktici. Južna Amerika prostire se u žarkom pojasu (središnja Južna Amerika, više sjeverna) i južnom umjerenom pojasu (središnja i južna Južna Amerika).
U Južnoj Americi nalaze se najviši vodopad na svijetu Anđeoski vodopad u Venezueli; najveća rijeka (po volumenu vode) Amazona; najduži planinski lanac Ande (s najvišim vrhom Aconcagua 6.962 m); najsuše mjesto na planeti pustinja Atacama; najveća prašuma Amazonska prašuma; najviši glavni grad La Paz, Bolivija; najviše komercijalno plovno jezero na svijetu Titicaca; i ne brojeći istraživačke stanice na Antarktici, najjužnije stalno naseljeno mjesto Puerto Toro, Čile.
Popis država Južne Amerike (abecednim redom):  
- Argentina
- Bolivija
- Brazil
- Čile
- Ekvador
- Gvajana
- Kolumbija
- Paragvaj
- Peru
- Surinam
- Urugvaj
- Venezuela

Popis zavisnih teritorija:
- Falklandi (V.B.)
- Francuska Gvajana (Fr.)
- Južna Georgia i otočje Južni Sandwich (V.B.)

### Tablica država i teritorija (po gustoći stanovništva)
U ovaj popis nisu uključeni otoci i sve površine koje nisu trajno naseljene. Za razliku od podataka o površini pojedinih zamalja, ovdje su u ukupnu površinu uključene i rijeke, jezera, rezervari, pa će brojke biti nešto veće.
| Zemlja                  | Gustoća | Površina  | Stanovništvo     |
|                         | (/km²)  | (km²)     | (procjena 2017.) |
| ----------------------- | ------- | --------- | ---------------- |
| Ekvador                 | 53      | 283.560   | 16.710.517       |
| Kolumbija               | 38      | 1,138.910 | 48.856.705       |
| Venezuela               | 28      | 912.050   | 31.307.698       |
| Peru                    | 23      | 1,285.220 | 32.503.989       |
| Brazil                  | 22      | 8,511.965 | 209.100.571      |
| Čile                    | 21      | 756.950   | 17.130.091       |
| Urugvaj                 | 20      | 176.220   | 3.479.485        |
| Paragvaj                | 16      | 406.750   | 6.310.088        |
| Argentina               | 14      | 2,766.890 | 44.745.693       |
| Bolivija                | 8,3     | 1,098.580 | 11.109.395       |
| Gvajana                 | 3,3     | 214.970   | 710.232          |
| Surinam                 | 2,7     | 163.270   | 437.761          |
| Francuska Gvajana (Fr.) | 2,0     | 91.000    | 184.067          |
| Falklandi (V.B.)        | 0,25    | 12.173    | 3.100            |

## Vanjske poveznice
- (engl.) South America